# Bahnhof Limerick Junction

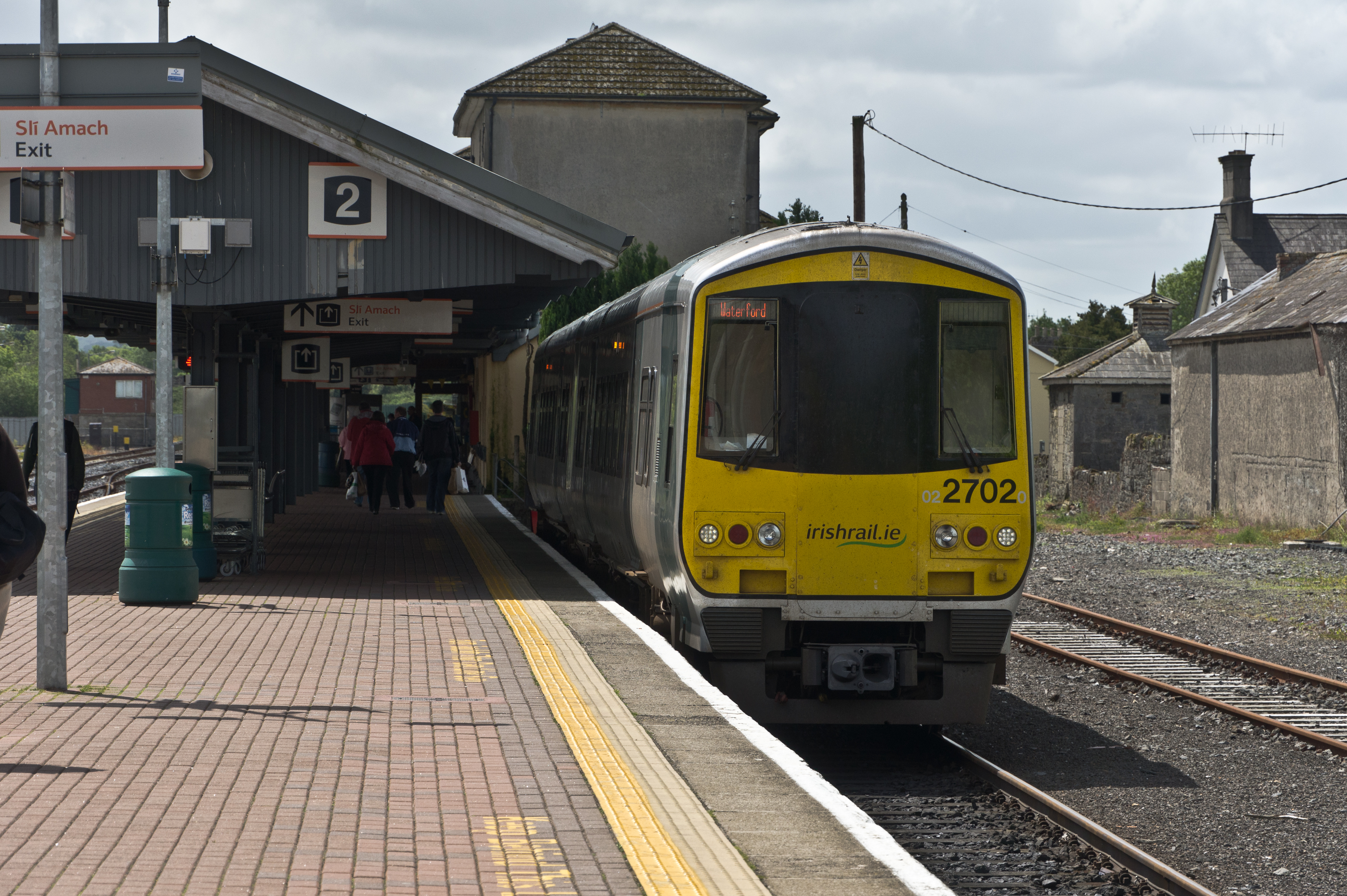
Zug nach Waterford in Limerick Junction (2011)

Der Bahnhof Limerick Junction (irisch Stáisiún Ghabhal Luimnigh) ist ein Trennungsbahnhof in Limerick Junction im County Tipperary in der Republik Irland. Trotz seiner bescheidenen Dimensionen ist er als Umsteigebahnhof einer der wichtigsten Bahnhöfe Irlands. Eine bedeutende lokale Funktion hat er nicht; einziger größerer Ort in der Umgebung ist die Kleinstadt Tipperary mit rund 5000 Einwohnern in ca. 5 km Entfernung, der der Bahnhof seinen ersten Namen Tipperary Junction verdankte.

## Geschichte und Beschreibung

Irisches Schienennetz mit Limerick Junction

Die Waterford and Limerick Railway (W&LR) eröffnete am 9. Mai 1848 den Abschnitt Limerick–Tipperary der Bahnstrecke Limerick–Rosslare, die 1854 über Tipperary hinaus nach Waterford verlängert wurde. Am 3. Juli 1848 nahm die Great Southern and Western Railway (GS&WR) vom Dubliner Bahnhof Heuston her den Abschnitt bis Limerick Junction der Bahnstrecke Dublin–Cork in Betrieb. Damit waren Limerick und Dublin auf der Schiene miteinander verbunden. Das Gleis der WL&WR wurde niveaugleich ohne Weichenverbindung gekreuzt, aus Richtung Limerick konnten deren Züge über einen Abzweig den Bahnhof Limerick Junction erreichen. Nach der Aufhebung des Dundalk Square Crossing ist dies die letzte verbliebene Streckenkreuzung dieser Art in Irland. Aus dem Jahr 1848 stammt auch das Verwaltungs- und Empfangsgebäude. Eigentümer des Bahnhofs war die GS&WR.

Gleiskreuzung mit Zug nach Waterford

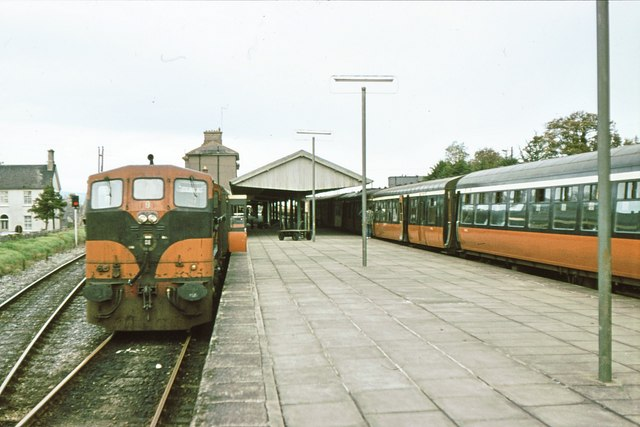
Zug von Dublin nach Cork (rechts) und „Waterford Bay“ mit Anschlusszug von Limerick nach Waterford (1983)

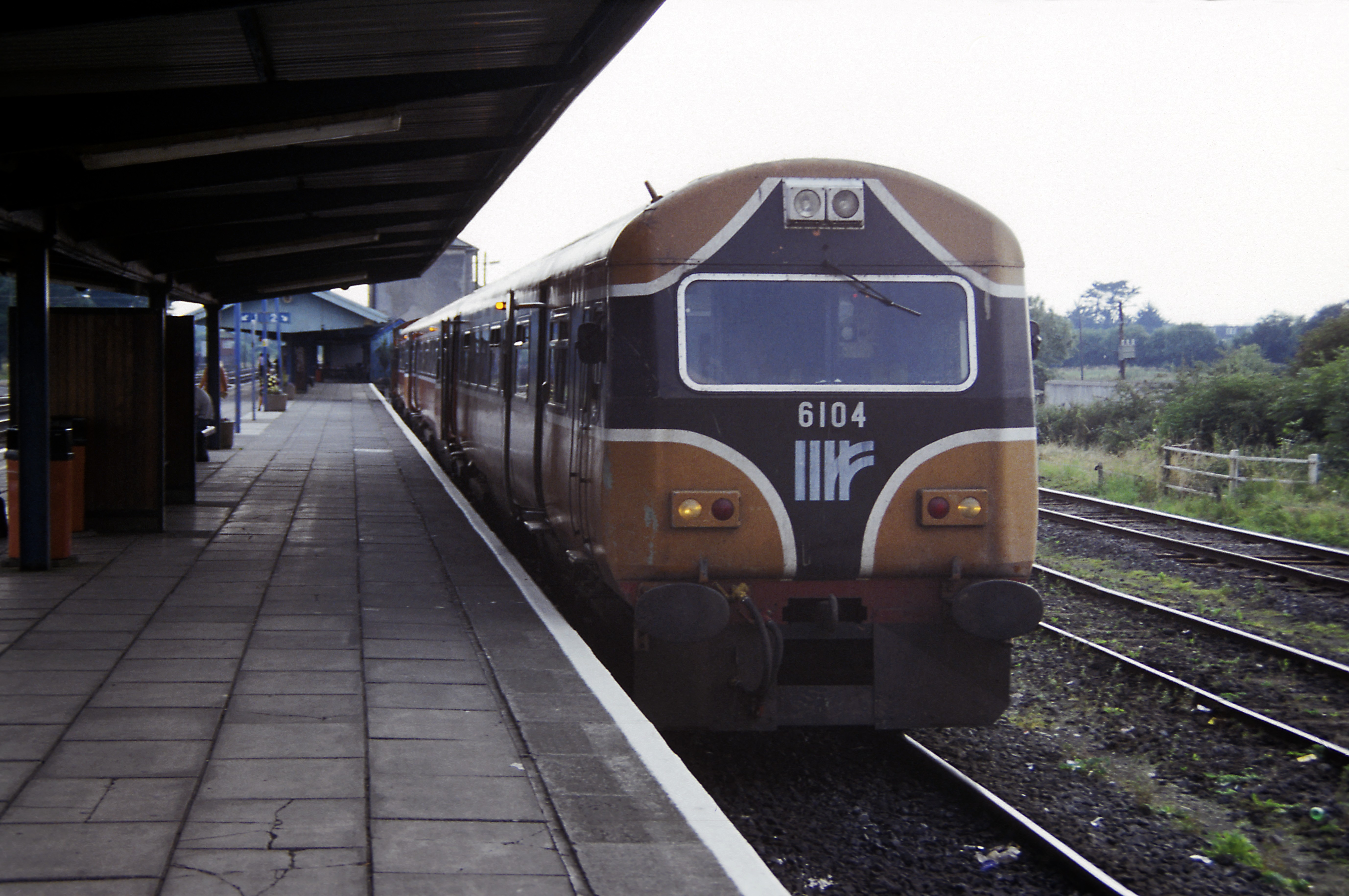
Steuerwagen auf dem Bahnsteiggleis der „Limerick Bay“ (1994)

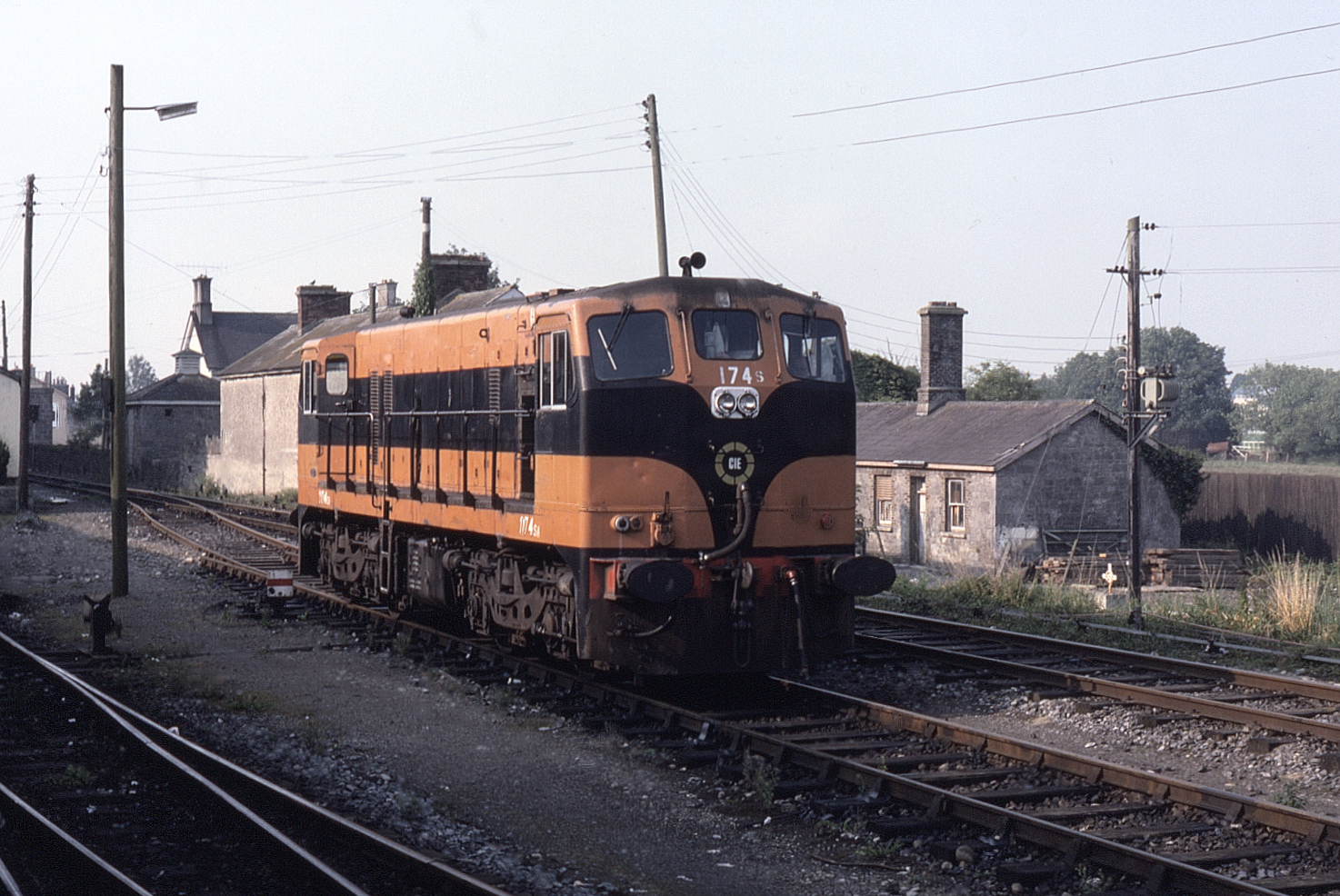
Diesellokomotive der 141 Class in Limerick Station (1986)

Die Gleisanlagen wurden im Laufe der Zeit wiederholt umgebaut, ohne dass ein „klassischer“ Kreuzungsbahnhof entstand. Züge in und aus Richtung Waterford müssen nach wie vor „kopfmachen“, wozu nordwestlich der Gleiskreuzung in Richtung Limerick ein zweites Gleis angelegt wurde. Bis vor wenigen Jahren existierte nur ein einziger Bahnsteig, an dessen östlicher Kante die Züge beider Richtungen der Hauptachse Dublin–Cork hielten. Vor 1967 musste jeder Zug auf dieser Strecke, der in Limerick Junction hielt, auf dem Streckengleis anhalten, die Fahrtrichtung wechseln und rückwärts an diesen Bahnsteig heranfahren. Er fuhr in eines der beiden Stumpfgleise ein, deren nördliches 1955 verlängert und mit dem Gleis nach Limerick verbunden wurde, um Zementzüge direkt von Cork nach Limerick führen zu können. 1967 wurde nördlich des Bahnhofs eine Verbindungskurve für die Relation Dublin–Limerick geschaffen; bis dahin hatten die direkten Züge zwischen den beiden Städten die Bahnstrecke Limerick–Ballybrophy befahren, was einen Fahrtrichtungswechsel in Ballybrophy erforderte. Züge, die die neue Kurve nutzen, bedienen Limerick Junction nicht. Im selben Jahr wurden die Stumpfgleise an der östlichen Bahnsteigkante durch neue Weichenverbindungen zu Durchgangsgleisen umgebaut, womit das zeitraubende Rückwärtsfahren entfiel. Zugleich wurden fortan die „Boat trains“ zwischen Rosslare Harbour und Cork, die bislang die kürzere Route über die 1967 stillgelegte Bahnstrecke Waterford–Mallow genommen hatten, über Limerick Junction geführt.
Die Züge in und aus Limerick und Waterford nutzten die Westseite dieses Bahnsteigs beiderseits des Empfangsgebäudes, das straßenseitig umfahren werden konnte. Südlich und nördlich des Gebäudes existierte jeweils ein Bahnsteigabschnitt („Waterford Bay“ bzw. „Limerick Bay“) für Züge dieser Relationen. Da deren Fahrpläne auf jene der Hauptachse abgestimmt waren, waren am Bahnsteig häufig vier Züge gleichzeitig zu beobachten. 2007 wurde der südliche Abschnitt des Bahnsteigs stillgelegt, die Gleise der „Waterford Bay“ wurden zugunsten eines Parkplatzes abgebaut.
Für die Züge aus Dublin wurde 2019 ein eigener, 260 m langer Seitenbahnsteig errichtet, der behindertengerecht über einen 20 m langen Fußgängerübergang und Aufzugsanlagen erreichbar ist. Durch diese Maßnahme konnte die Fahrzeit in Richtung Cork um bis zu 5 Minuten reduziert werden.

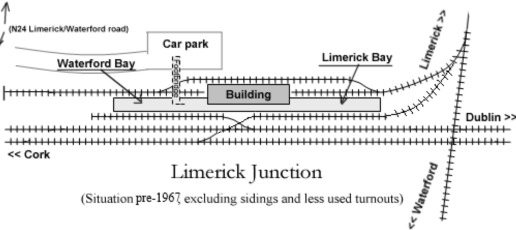
Gleisplan (unvollständig) vor 1967 …
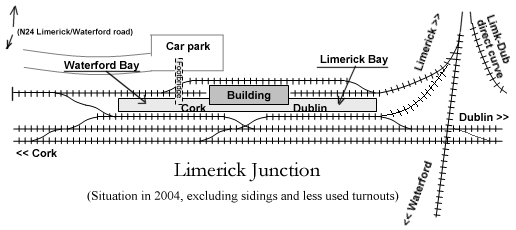
… nach 1967 …
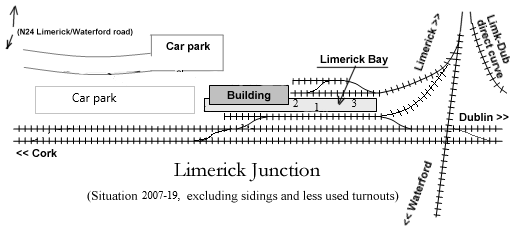
… nach 2007 …
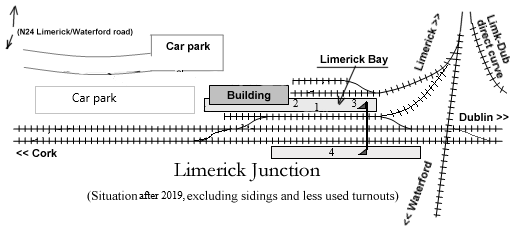
… seit 2019

## Verkehr
Der Verkehr auf allen Relationen wird heute mit Dieseltriebwagen bzw. -triebzügen durchgeführt. An Werktagen halten in Limerick Junction im angenäherten Stundentakt die Fernzüge der Relation Dublin–Cork mit abgestimmten Anschlüssen nach Limerick. Letztere verkehren teilweise weiter bis Ennis oder darüber hinaus bis Galway. Auf dem Gleis nach Waterford sind derzeit nur zwei tägliche Zugpaare unterwegs.